# Zwodzieckie
Zwodzieckie – przysiółek wsi Nowosady w Polsce, położony w województwie podlaskim, w powiecie hajnowskim, w gminie Hajnówka.
W latach 1975–1998 przysiółek administracyjnie należał do województwa białostockiego.
Według stanu z 31 grudnia 2012 w Zwodzieckim mieszkało 32 stałych mieszkańców.
Prawosławni mieszkańcy wsi należą do  parafii Zaśnięcia Najświętszej Maryi Panny w Dubinach, a wierni kościoła rzymskokatolickiego do parafii św. Jana Chrzciciela w Narewce.

## Historia
Wieś leży na skraju Puszczy Białowieskiej w bezpośrednim sąsiedztwie wsi Nowosady (od południa) i bardzo bliskim ze wsią Przechody (od zachodu). W latach 1796–1807 graniczna miejscowość pomiędzy Prusami Wschodnimi a Rosją. Po podpisaniu pokoju w Tylży Obwód Białostocki wchodzi ponownie w skład Rosji. Po uwłaszczeniu (1861-1864) w roku 1877 powstaje Zwodzieckie Towarzystwo włościańskie – w jego skład wchodzą Zwodzieckie i Augustowo z 65,25 dziesięcinami gruntu, później Zwodzieckie i Augustowo wchodzą w skład Gnileckiego Towarzystwa Włościańskiego. Po I wojnie światowej we wsi mieszka 7 rodzin. W 1905 r. nastąpiła budowa linii kolejowej do Wołkowyska – w tym samym roku zlikwidowano wsie Gnilec i Niemirża.

## Zabytki
W ewidencji Wojewódzkiego Konserwatora Zabytków wpisane zostały następujące obiekty:
- Drożniczówka drewniana z końca XIX wieku
- Dom nr 4 drewniany z początku XX wieku
- Dom nr 5 drewniany z końca XIX wieku